# Karel Mišurec
Karel Mišurec (* 6. prosince 1949 Šumperk) je český divadelní herec.
Po maturitě na kroměřížském gymnáziu v roce 1968 vystudoval v roce 1974 činoherní herectví na Janáčkově akademii múzických umění v Brně. Poté od roku 1974 do 1983 působil v Satirickém divadle Večerní Brno. Od 1. srpna 1983 působí v Městském divadle Brno.

## Role vMdB
- Bálint – Cikáni jdou do nebe
- Krupke – West Side Story
- Izák Herskovič – Koločava
- Strážník – Hello, Dolly!
- Ředitel – Škola základ života
- Admirál Bum – Mary Poppins
- Štěpán – Brouk v hlavě
- Ligniére – Cyrano z Bergeracu
- komisař Rooney – Jezinky a bezinky